# Szuzumura Takuja
Szuzumura Takuja (Nagoja, 1978. szeptember 13. –) japán labdarúgó.

## Futsal-világbajnokság
A japán válogatott tagjaként részt vett a 2004-es futsal-világbajnokságon.